# Tavaly Marienbadban
A Tavaly Marienbadban (L’année dernière à Marienbad) 1961-ben bemutatott francia film Alain Resnais rendezésében. A film a filmtörténet egyik klasszikus darabja.

## A történet
Nincs múlt – illetve az elmesélése a múlt meghamisításával egyenlő –, ezért nincs elmesélhető történet sem: csak különböző, egymással felcserélhető változatai vannak mindenféle logikai és kronológiai kényszer nélkül. A történet egy barokk kastélyban játszódik, ami gyógyszállóként funkcionál. Egy férfi a parkban egy fiatal nővel találkozik. Úgy tűnik, egy évvel ezelőtt szerelmi viszonyuk volt, de most mintha nem ismernék egymást. A sztori egy szerelmi háromszög története, melyben a szereplők valós, vélt és kitalált emlékek útvesztőiben bolyonganak.

## Szereplők
- A / asszony (Delphine Seyrig)
- X / idegen (Giorgio Albertazzi)
- M / kísérő / feleség (Sacha Pitoëff)

## Fontosabb díjak, jelölések
Velencei Filmfesztivál (1961)
- díj: Arany oroszlán

Francia kritikusok szindikátusa (1962)
- díj: kritikusok díja

Oscar-díj (1963)
- jelölés: legjobb eredeti forgatókönyv (Alain Robbe-Grillet)